# Napoleon (Missouri)
|  | Dieser Artikel wurde aufgrund von inhaltlichen Mängeln auf der Qualitätssicherungsseite des Projektes USA eingetragen. Hilf mit, die Qualität dieses Artikels auf ein akzeptables Niveau zu bringen, und beteilige dich an der Diskussion! Eine nähere Beschreibung der zu behebenden Mängel fehlt. |

Napoleon ist eine City im Lafayette County im US-Bundesstaat Missouri. Das U.S. Census Bureau hat bei der Volkszählung 2020 eine Einwohnerzahl von 211 auf einer Fläche von 4,5 km² ermittelt. Die Bevölkerungsdichte liegt bei 47 Einwohner pro km².
Napoleon ist Bestandteil der Metropolregion Kansas City.